# Empis podagrica
Empis podagrica är en tvåvingeart som beskrevs av Johann Wilhelm Meigen 1830. Empis podagrica ingår i släktet Empis och familjen dansflugor. Inga underarter finns listade i Catalogue of Life.